# 韩庄运河
韩庄运河位于中国山东省西南部，是京杭大运河所经的南四湖的湖东段出口（湖西段出口为不牢河）。其前身是明朝后期开挖的泇河，经历代治理，今韩庄运河西起山东省微山县韩庄镇西南湖口，向东南流经枣庄市峄城区、台儿庄区，在台儿庄东南，山东、江苏两省交界处左纳陶沟河后，下接中运河。全长42.5公里，流域面积1996平方公里。航道为Ⅲ级标准。

## 技术概况
运河在山东省内长40km
峄城大沙河于上游30km处自左岸汇入。伊家河于上游33km处自右岸汇入。上游35km处为台儿庄节制闸。下游42.5km处陶沟河自左岸汇入。
- 万年闸（一线）船闸有效尺寸（长×宽×门槛水深）为230米×23米×5米，可通过2000吨级驳船，设计单向通过能力为2100万吨。
- 万年节制闸为10米10孔，钢质平板门，设计流量1700立方米/秒。
- 万年闸复线船闸主尺度（闸室有效长度×净宽×槛上水深）230×23×5米 设计最高通航水位上游32.24米下游32.19米，设计最低通航水位上游29.4米下游24.6米，设计标准为国家Ⅱ级船闸，设计年单向通过能力为2900万吨。

## 历史
明朝万历二十一年（1593年），黄河在汶上决口，济宁至徐州一带泛滥成灾，运堤溃决近二百里，洪水壅滞于微山湖不得下泄，南北交通中断。河道總督舒应龙奉旨“开泇行运”，从微山湖东南湖岸的韩庄开口，经彭河入天然洲河，“河之路始通”，因新开江河河道窄而浅，故不能通航。万历十五年（1597年），黄河于单县黄崮口决堤南徙，徐州以下运道断流，漕运中断。明万历二十七年（1599 年），都御史总理河道刘东星受命再开泇河，循舒应龙所开故道开挖，“浅者深之，狭者广之”，凿后家湾、梁城砂疆石块地带，使泇河不仅畅通，而且可行舟楫。因刘病故，整个工程未得完成。万历二十九年（1601年）春，地方奏请修建未完工程，朝廷批准续建，当年完成巨梁石闸和德胜庄、万年、万家庄各草闸工程。当年十分之三的漕船行之于新开泇河（即现在的台儿庄运河）；但“河身尚浅”，大船仍无法通行。万历三十一年（1603年），黄河于沛县等地决口，“灌昭阳湖，入夏镇，横冲运道”。总河李化龙上书，主张继续大开泇河。翌年由李化龙主持，自夏镇李家港口向东南沿彭河至韩庄湖口，东出经万庄、台儿庄、梁城等地，下至邳州直河口，通计开浚二百六十里，“尽避黄河之险”。万历三十三年（1605年），总河曹时聘主持扫尾工程。至此，新开泇河全线畅通，“漕船皆行于泇河”。万历三十四年（1606年），经泇河航行的官运粮船即达7700余艘。
自韩庄经台儿庄，向南至邳州。这段运河称泇运河、现代称韩庄运河。
台儿庄地势低洼、水位差大，为防止微山湖水通过该运河奔流而下，从微山湖的韩庄口至台儿庄，建起了八座节制闸，依次为德胜、六里石（雍正二年（1734年）新建）、张庄、万年、丁庙、顿庄、侯迁、台儿庄8闸。俗称“迦河八闸”。这些船闸都是利用运河河段作为闸厢的广厢式船闸。两闸间的距离，近者数里，远者10余里。船只过闸要求该闸上下游相邻闸门均关闭，通过令牌传递启闭指令，以控制水量。每次过闸，船只必须结队编组，不准单船航行，以减少启闭次数。“须积船二百余只方可启板，启完即速过船，船过完即速闭板”。枯水或岁修期，局部河段下闸要堵水，或筑草坝塞闭，船只由越河或岔河绕行，或盘坝上下。乾隆二十一年（1756年），疏浚台儿庄以上至韩庄运道，“水深八尺为度，并修纤道”。乾隆二十年（1764年），“建湖口新闸，修万年金门闸”。
光绪二十八年（1902年），枣庄中兴煤炭公司在台儿庄城西3华里的运河北岸修筑发运煤焦专用码头，年运量6万余吨。1912年元月，中兴公司修通了台枣铁路支线运输煤炭，码头规模扩大，年运量80多万吨，最多时达到100多万吨。
1958年韩庄运河于台儿庄城南改线。1972年，韩庄运河作为治淮战略骨干工程，经水利电力部批准按微山湖水位33.5米时下泄2500立方米/秒（包括伊家河200立方米/秒，老运河250立方米/秒）标准，继续扩大治理。1994年韩庄运河扩大治理工程经水利部批准开工，泄洪能力达到1900立方米/秒。
2004年11月18日开工建设的南水北调东线山东韩庄运河段工程位于骆马湖至南四湖之间，与江苏境内不牢河输水线路共同组成了骆马湖至南四湖的两条输水线路，分别从骆马湖向南四湖调水125立方米每秒。韩庄运河段工程包括新建台儿庄、万年闸、韩庄3座泵站和韩庄运河水资源控制工程。分别是南水北调东线工程的第七级、第八级、第九级抽水泵站，工程总投资分别为2.52亿元、2.28亿元、2.38亿元。韩庄运河水资源控制工程主要作用是防止韩庄运河输水时水流倒漾于各支流。包括新建魏家沟橡胶坝、三支沟橡胶坝和峄城大沙河橡胶坝；工程初设总投资1916万元。
2021年7月30日实测历史最大洪峰流量2260m3/s。2022年实测最大流量2160m3/s，为历史第二大洪水。2005年实测最大流量1940m3/s，为历史第三大洪水。
万年闸船闸位于台儿庄区涧头集镇北4公里处，1996年4月开工建设，1999年12月建设完成并投入运营，长期处于超饱和运行状态；2013年船舶过闸量就超过了6000万吨。2012年7月，台儿庄复线船闸建成通航，次年货物过闸量8000万吨。2016年8月26日万年闸复线船闸开工，位于原船闸南侧，与原船闸轴线平行布置，工程总投资6.6亿元，2019年6月28日建成试通航。